# インパルスガンダム
インパルスガンダム (IMPULSE GUNDAM) は、コズミック・イラ (C.E.) 年代を舞台とする「機動戦士ガンダムSEEDシリーズ」のうち、2004年 - 2005年に放送されたテレビアニメ『機動戦士ガンダムSEED DESTINY』以降の作品に登場する架空の兵器。「ガンダムシリーズ」の作品内で普及している人型ロボット兵器モビルスーツ  (MS) の1機で、作中勢力のひとつであるプラントの軍隊ザフトが開発した5機の試作型MS「セカンドステージシリーズ」に属する。『SEED』の時代で敵勢力の地球連合軍が開発したストライクガンダムを参考にしており、各種装備の交換・換装機構に加えて、ほかの「ガンダムシリーズ」作品にも登場するコア・ブロック・システムに似た機体の分離・合体構造を採用している。『DESTINY』の劇中前半では主人公のザフト軍人であるシン・アスカ、後半からはヒロインでシンの同僚であるルナマリア・ホークが搭乗する。
「インパルス」は英語で「衝撃」を意味する。メディアや関連商品では「インパルスガンダム」と公称されるが、劇中では同型のガンダムタイプと同様に固有名の「インパルス」のみを正式名称としている。
本項では、外伝を含むほかのシリーズ作品に登場する改修機や派生機についても解説する。

## デザイン・設定
メカニックデザインを担当した大河原邦男は、インタビュー内で監督である福田己津央の意向でコア・ファイターに相当するコアスプレンダーが取り入れられた旨を語っている。「その分離・合体は中々のインパクトだと思うのですが」というインタビュアーの質問に対し、大河原は飛びそうに見えるようにパーツを映像上のシーンを優先し、これで飛んでもいいというレベルでデザインしたと語っている。また、大河原は福田から下半身のみの分離で攻撃するなどのアイデアを聞いていた旨の言及もしている。当初はセカンドステージのガンダム5体すべてにコアを内蔵する予定があり、たとえば月着陸船のようなコアのバリエーションも提案されていたが、福田との検討を重ねるうちにインパルスのみの採用になったという。また、のちに大河原が提案した初期のコアポッドのデザインは『機動戦士ガンダムSEED DESTINY MSV』のザクスプレンダーに転用されている。

## 設定解説
C.E.73年に完成したザフト製MSのうち、デュートリオンビーム送電システム（DBシステム）やヴァリアブルフェイズシフト装甲（VPS装甲）などの新機軸を導入した「セカンドステージシリーズ」MSの1機。フリーダムやジャスティスを含む第1次連合・プラント大戦期のファーストステージシリーズの系譜に属し、その性能は同時代の量産機を凌駕する。型式番号の「X」は「実験機」、「5」と「6」はそれぞれ「換装型」と開発ナンバー、「S」は「Second Stage（セカンドステージ）」を示し、「5」の番号通りに小型戦闘機コアスプレンダーを中心とした機体の3分割構造とバックパックなどの装備換装機能を備えている。この構造を採用したことで、ユニウス条約で定められた「MSの保有数の制限」に適合しつつ、単機で従来MS複数機分の性能を発揮する。
オーブ連合首長国出身の技術者からもたらされた地球連合軍のGAT-Xシリーズやオーブ制式機のアストレイシリーズ、およびファーストステージ機からの技術的フィードバックによって、本機を含むセカンドステージ機もいわゆる「ツイン・アイ」のガンダム系の意匠が取り入れられている。この「ガンダムフェイス」は、旧来のジンや同じC.E.73年代のザクウォーリアなどのモノアイ機と比較して高い索敵・視認能力をもつが、構造の複雑さゆえに量産機では採用されないことが多い。
本機の上半身・下半身を構成するチェストフライヤーとレッグフライヤーから分離したコアスプレンダーはパイロットの高い生存性と継戦能力を両立し、母艦となるミネルバには、各パーツ分の移動用パレットと専用カタパルトが用意されている。発艦後の合体はレーザーサーチャーを介して自動制御されており、パイロット側の操作はその微調整のみで済む。
連合側のストライカーパックシステムやザクのウィザードシステムに類似したバックパック換装機構「シルエットシステム」は、戦況に応じた装備変更を可能とし、飛行・高機動戦型、格闘戦型、砲撃戦型といった各種のシルエットが用意されている。チェストやレッグも含めれば、実質的に異なる機体に乗り換えるに近い運用も可能。インパルス自体はシルエットのコアユニットとしての意味合いが強く、基本武装と換装システムを組み合わせることで汎用性を追及し、ユニウス条約の制約下における徹底的な高性能化を目指している。
一方で、機体構造の複雑化による整備性の悪化、パイロットへの負担増大といった欠点も表出しており、ミネルバのように各パーツを管理可能な専用母艦も必要とすることから、前線配備された機体数はミネルバ所属機を含めて2桁にも満たない。こうした理由から、デスティニーインパルスのロールアウト後は後継機のデスティニーが新開発されることとなる。ただし、謎の民間仕様など、ザフトの制式機以外に外部に流出した機体も確認されている。

### インパルスシステム
本機の分離合体機構、場合によってはシルエットシステムと母艦のミネルバも含めた運用体系の総称。思想的にはファーストステージ機であるリジェネレイトを踏襲しているとされ、コックピットであるコアスプレンダーさえ無事であれば、戦闘中に損傷・破壊された各パーツをミネルバ艦内に保管されている予備品に換装することで、戦闘を継続することが可能である。また、チェストやレッグにそれぞれ内蔵された電源から必要な稼働電力を補給できる利点がある。
プラント評議会議長のギルバート・デュランダル越しに担当技術者が述べた意見によると「まったく新しい効率のいいMSシステム」とされるが、合体機構の存在意義は各種資料において明確に解説されていない。
外伝作品『機動戦士ガンダムSEED DESTINY ASTRAY』では、同作の主人公であるジェス・リブルがプラントの技術者であるコートニー・ヒエロニムスに対し、「合体システムのメリット」を尋ねたところ、「設計者の真意は解らない、独自の解釈」と前置きしたうえで、1次大戦時にフリーダムなどの単独で戦局に影響を与える戦果を発揮したMSを準え、インパルスは各種のサポートも含めて類似した運用が可能な機体であり、将来的にはシルエットなどのパーツさえもドラグーン・システムによって制御し、武器類やパワーはパイロットの好きなときに呼び出せる可能性がある。最終的には母艦さえも不要となる「インパルス・システム」とした構想が可能な機体であるとの見解を示している。これに対し、同行していたカイト・マディガンは「夢のような話」と一蹴し、分離合体機構の実装を条約によってMSの保有数が制限されたことに対する苦肉の策であると指摘する。コートニーはこれを認めつつ、インパルスはまだ実証試験中であるため、プランそのものに変更が入る可能性があると述べる。一方で、インパルスの取材中に分離飛行を目撃したジェスはこれを3機の戦闘機と認識し、合体に驚愕する。その後ジェスとカイトが合体機構に関して考察した際は、ジェスがインパルスの合体に感じた「格好良さ」に波及し、これにプロパガンダの役割があるものと結論付ける。ただし、カイトは「プロパガンダのためだけに合体しているわけではない」と意見する。
また、インパルスの合体システムは1次大戦時の換装システムを発展させたものであり、チェストとレッグの交換が可能な構造でありつつも、そのバリエーションは実機製造されなかったとされている。その後、コートニーはセカンドシリーズの発展開発に携わり、その結果としてデスティニーインパルスが製造される。しかし、その製造時に軍上層部が持ち出した方針は「単機単一装備であらゆる局面に対応する」というものであり、コートニー自身が評価していた状況における武装チェンジの可能性も無意味化することとなる。

### コアスプレンダー
インパルスの中核を成す独立型コックピット。戦闘力こそ高くないものの、パイロットの生存率の向上に寄与している。第1次大戦で有能なパイロットを損失したことから導入された機構で、従来型の脱出カプセルでは生還率の向上が見込めなかったことから戦闘機としての能力が付加された。主兵装は機首の「MMI-GAU19 20mm機関砲」、翼下の「QF908 航空ミサイルランチャー」に装填された「AGM33 レディバード誘導ミサイル」。ミサイルランチャーはMSへの合体時には切り離され、可能な限り母艦へと自動で帰還するが、発艦直後に合体する運用予定時でもこのポッドを搭載している作中描写（バンク動画）となっている。また、スラスターはVTOL（垂直離着陸）機能をもつ可変型ノズルとなっており、これには連合系戦闘機の技術が導入されている。なお、MSへの合体のためにシート位置が90度回転する機構を設けるとともに、キャノピーはディスプレイに切り替わる兼用タイプとなっている。コアスプレンダー自体にはVPS装甲は採用されていないため、対弾性に欠ける弱点もある。
当初はインパルス以外のセカンドステージ機にも導入予定であったが、各機とコアスプレンダーの兼ね合いが難しかったこともあって実現しなかった。したがって完成したカオス、アビス、ガイアの3機は、各機が得意とする戦場におけるインパルスの支援機として位置付けられている。また、インパルス以外のコアスプレンダー採用機はザクスプレンダーしか存在しないことから、採用そのものに何らかの政治的意図の介在があった可能性も推測されている。

### チェストフライヤー、レッグフライヤー
それぞれインパルスの上半身と下半身を構成するユニットで、分離状態での単独飛行が可能。チェストはシールドを装着した左腕で顔面を覆うような姿勢となり、空気抵抗低減やリフティングボディと同様の効果を得ている。レッグ側は膝関節をクランク状に縮めて全長を短縮しており、腰と両膝部分にランディング・ギアを内蔵している。

### 武装・装備
MMI-GAU25A 20mmCIWS
胸部に2門内蔵された近接戦闘用の実弾砲。ミサイル迎撃や防御、対人・対ソフトスキンに使用されるものの、装備位置の関係から射角は限定される。
M71-AAK フォールディングレイザー対装甲ナイフ
地球連合軍のストライクが装備するアーマーシュナイダーを参考にした両腰アーマー内の折りたたみ式ナイフ。刀身に伝導させた振動波を伝導させることで一般的なMSの装甲を貫通可能な切れ味を発揮し、ほかの武装と比較して機体の電力を消費しない利点も有する。
MA-BAR72 高エネルギービームライフル
フリーダムやジャスティスが装備する「MA-M20 ルプス」の改良型。一方で、原型となったモデルはセイバーが装備するMA-BAR70であるとした資料もある。ほかのセカンドステージ機が装備するライフルも、外観こそ違うが設計思想はほぼ同一である。
MMI-RG59V 機動防盾
対ビームコーティング仕様の防御装備で、形態に合わせて表面積が伸縮する構造をもつ。また、上端と下端部分がせり出してチェスト形態の着陸脚となるように設計されており、これはミネルバ以外の通常基地での運用も考慮した機能とされる。基本的にはフォースインパルス以外では収縮した状態で使用するが、劇場版ではソードインパルス時でも防御時にのみ一瞬シールドを伸縮させる描写がある。
マルチパック
拡張性の模索中で製作された、連合のストライカーパック系装備の換装・使用を可能とした非変形型コアブロック。コネクター規格はオーブからの流入技術者よりもたらされた。

### シルエットシステム
ザクのウィザードシステムから発展したとされる装備換装システム。高機動戦・通常戦闘用の「フォースシルエット」、接近戦・対艦戦用のソードシルエット、砲撃戦用のブラストシルエットの3種類が用意されているが、これらのシルエットは必要エネルギー量がそれぞれ異なるため、換装するたびにVPS装甲への電圧を調整され、装甲の表面色と強度が変化する。また、各シルエットにはパワーパックが内蔵されており、交換するたびに稼働時間を延長することも可能としている。インパルスは全形態において大気圏内におけるホバリング機能をもち、シールドとビームライフルを標準で携行することから、戦闘時の汎用性はより向上している。

#### シルエットフライヤー
各種シルエットや武装を前線で換装する際に使用される無人牽引機で、大気圏内外を問わない飛行能力を有する。ミネルバ側からの指令やプログラムによって任務を遂行後に自動帰還する。
「単独での戦闘力はない」、「フォースシルエット装着時には本体とのスラスターも含めて高速飛行が可能なほかに、ソードシルエット装着時は対艦刀によって大型艦艇に攻撃することも可能」とした資料もある。

#### フォースインパルスガンダム
フォースシルエットの大出力スラスターや主翼によって宇宙空間や大気圏内を問わず高い飛行能力を発揮する形態。空戦能力ではフリーダムに匹敵するとされる。VPS装甲色は全形態で唯一軽装時から変化しない。
MA-M941 ヴァジュラビームサーベル
フリーダム、ジャスティスに装備された「MA-M01 ラケルタ」の発展型装備で、セカンドステージ用として兄弟機のセイバー、カオス、ガイアにも採用されている。ユニウス条約で関連技術が制限されることを踏まえた技術が使用されており、より高出力化している。使用されているミラージュコロイド応用技術が条約違反ではないかという議論が起きたが、応用技術まで禁止にするのは双方にとってリスクのあるものだったため、うやむやにされている。
資料によっては「ミラージュコロイドの電場固定技術を応用している」、「ユニウス条約により関連技術が制約されることを踏まえて、従来のミラージュコロイド技術とは異なる技術によって開発された」と記述されている。

#### ソードインパルスガンダム
近接戦闘を想定した形態で、対MS戦から対艦戦、対陽電子リフレクター装備機との戦闘で威力を発揮する。VPS装甲色は赤系統。
MMI-710 エクスカリバー レーザー対艦刀
機体全高ほどの長さをもつ大剣。ソードストライカーやソードカラミティに装備されたシュベルトゲベールの影響を受けており、大型ながら片手で振り回したり、二刀流や連結形態の「アンビデクストラスフォーム」で使用したりと運用の幅が広い。
特性として、「ビーム部分で敵を焼灼し、実体剣部分で押し切る攻撃も可能である」とした表現も見られる。アニメーション『DESTINY』第34話ではフォースインパルスの状態で対艦刀を使用する場面があり、その際は実体の切っ先部分までレーザーの展開範囲が延長している。また第38話では、レジェンドが借り受けて使用する場面もある。
RQM60 フラッシュエッジ ビームブーメラン
ジャスティスがもつ「RQM51 バッセル」の改良発展型で、従来と異なる量子通信でのコントロール機能のほか、2基を結合した大型の実体刃ブーメランとしても使用可能。
『DESTINY』第38話では、フォース形態での使用場面がある。

#### ブラストインパルスガンダム
対艦攻撃・対要塞攻撃を想定した火力強化形態。VPS装甲は黒と緑を基調とする。
『DESTINY ASTRAY』では、アストレイ アウトフレームが廃棄コロニーから脱出する際にインパルスから借り受けて使用する場面がある。
M2000F ケルベロス高エネルギー長射程ビーム砲
ガナーウィザードのオルトロスを改良した大型ビーム砲。
MMI-M16XE2 デリュージー超高初速レール砲
肩部に装備された2門のレールガン。フリーダムに採用されたクスィフィアスの系列モデルで、プラズマを投射することも可能としている。ケルベロス、もしくは4連装ミサイルランチャーと同時発射も可能。
GMF39 4連装ミサイルランチャー（AGM141 ファイヤーフライ誘導ミサイル）
ケルベロスの銃尻部分に内蔵された実弾装備。カオスが装備するものと同型のAGM141の発射管が2門の砲身に4つずつ、計8つ備えられている。装備位置の関係上、ケルベロスとの同時発射はできない。
MA-M80 デファイアントビームジャベリン
ケルベロスの砲身内部に収納されている接近戦用装備。敵機との間合いを稼ぐことを目的としており、柄が長いためケルベロス展開時でも使用可能。
『DESTINY』第28話では、これを投げつけてアビスを撃破する。
玩具商品『モビルスーツインアクション ブラストインパルスガンダム』や『MMMGQ ブラストインパルスガンダム』では2本のジャベリンを連結可能なギミックが存在した。

### 劇中での活躍
『機動戦士ガンダムSEED DESTINY』
アーモリー1事変で地球連合軍第81独立機動軍ファントムペインに奪取されたカオス、アビス、ガイアの奪還・もしくは撃破のために、レイ・ザ・バレルのザクファントムやルナマリア・ホークのザクウォーリアとともに母艦ミネルバで敵艦の「ボギー・ワン（ガーティ・ルー）」追撃に参加する。
道中の敵部隊による奇策や、サトーたち元ザフトテロリストが引き起こしたユニウス事件の対処に追われながら地球に降下し、地上では機体特性を生かした戦術やパイロットであるシンの成長もあって連合軍新型MA（モビルアーマー）ザムザザーや、オーブ軍を加えた連合艦隊、さらにはアビスを撃墜する戦果を挙げる。途中で介入してきたキラ・ヤマトのフリーダムにはかなわずあしらわれるが、相手の母艦であるアークエンジェル撃沈を目的としたエンジェルダウン作戦では、レイの協力のもとでフリーダムの挙動・戦術を研究しつくしたシンの技量と、損傷したインパルスのパーツを即新品に換装してダメージ回復するという戦術でフリーダムを苦しめ、エクスカリバーによる刺突攻撃で撃破に至らしめる。
この殊勲を称えられたシンが新型のデスティニーに乗り換えたことに伴い、ルナマリアが新たなインパルスの主任パイロットとなる。その後のヘブンズベース攻防戦や宇宙に戻ってのレクイエム攻略作戦で戦果を揚げる。終盤のメサイア攻防戦では、クライン派所属のエターナルに攻撃をしかけるが、敵艦のクルーとなっていた妹の機動戦士ガンダムSEED DESTINYの登場人物#メイリン・ホークの説得にルナマリアが板挟みとなり、間隙を突いたドムトルーパーのジェットストリームアタックに圧倒され撤退し、さらにアスラン・ザラの駆るインフィニットジャスティスから受けた損傷で戦線を離脱する。最終局面である月地表付近の戦いでは、アスランとシンの戦いを止めようとしたルナマリアの意思でインフィニットジャスティスとデスティニーに割って入り、執念に捉われたシンによるデスティニーのパルマフィオキーナからルナマリアを守ろうとしたインフィニットジャスティスによって窮地を救われる。
最後はインフィニットジャスティスに敗北し大破したデスティニーに寄り添うように降下し、この場面が最終回のエンドカードとなって物語は終焉する。
『機動戦士ガンダムSEED DESTINY ASTRAY』
『DESTINY』開始前のエピソードが描かれており、マスメディアによる取材の中でカオス、ガイア、アビスとともに性能試験や模擬戦などを行っていた。

### インパルスガンダムSpec II
C.E.75年を舞台とする映画『機動戦士ガンダムSEED FREEDOM』に登場。
カガリ・ユラ・アスハの要請を受けたモルゲンレーテ社技術者のエリカ・シモンズが、ジャスティスとの戦闘で中破し回収された後、オーブに搬入されていたインパルスを改修した機体。本体や各シルエットの武装に変更はないが、熱耐性や防弾耐性を強化する目的で最新型のバッテリーに換装された結果、各シルエット装着時のVPS装甲色が変化している。
ストライクフリーダム弐式やデスティニーSpec IIとともにオーブ・アカツキ島の秘密ドック内に保管されていたが、ファウンデーション本国内の戦いで多くの戦力を喪失した世界平和監視機構「コンパス」に提供され、再びルナマリアの乗機となり、自身のゲルググメナースをヒルダ・ハーケンに譲った。ファウンデーションとの決戦ではゲルググメナースやギャンシュトローム用の「試製35式改レールガン」を装備。ミネルバのようなシルエットシステムに対応しないミレニアムからの出撃に際し合体状態のまま出撃（この際他の機体と同じくパワーケーブルは使用していない）、フライヤー装着状態のシルエット2種を随伴させつつ前線にて必要に応じ換装する戦術を実行。PSダウン時もデスティニーSpec IIからのデュートリオンビーム補給を受けて戦線を維持し、敵に寝返ったアグネス・ギーベンラートのギャンシュトロームを撃破後はバッテリー機ながら、オーブで新型バッテリーへと改良を経たことでミーティアを運用可能となり、レクイエム破壊に貢献する。

## バリエーション

### デスティニーインパルス
雑誌『月刊ホビージャパン』の模型連動記事『機動戦士ガンダムSEED DESTINY MSV』にて登場した。デザインは大河原邦男が担当。機体色は、当初、ホビージャパン編集部から大河原邦男への発注時には、機体色を「青紫」のイメージでなされていたが、実際描かれたイラストでは赤みの強いものとなっていた。さらに同機の模型作例を製作したモデラーが、画稿を空気遠近法により青みがかって見えているものと解釈して、赤系で作例を塗装した。その後、編集部が当初想定した青紫の機体の模型作例も「3号機」として製作されている。大河原の画稿に忠実なカラーリングの模型作例も『電撃ホビーマガジン』で「1号機」として製作されている。
2024年4月2日に東京都内で行われた『SEED FREEDOM』の大ヒット御礼スタッフトークイベント第1弾で登壇した3DCGデスクの藤田進夢は、最初にデスティニー仕様でのインパルスを登場させるとの発注を受けていたが、監督の福田から「（シンの）デスティニーと被っちゃう。だったらインパルスでいろんな武器使って戦ってた方が差が出る」という意見を受けてインパルスを直接改良したSpec II仕様に変更された事情を明かした。
設定解説
フォース、ソード、ブラストの前シルエットの特性を備えた万能型モジュール「デスティニーシルエット」を装着した形態で、換装を行わずとも全状況に対応可能なストライクのI.W.S.P.に相当する統合兵装システム試験運用型。開発には元ヴェルヌ設計局のコートニー・ヒエロニムスが関与している。製作に至った理由は、専用母艦（ミネルバ）までを用いたインパルスのシルエットシステムが運用面に課題を残していた点と、それぞれの専門分野に特化した単機能型MSが無秩序に生産され、元来ザフトが目指していた万能機としてのMS開発から逸脱していったことに対する反省点を踏まえたものとされる。
シルエットにはソードシルエットと同型のMMI-710 エクスカリバー2基と伸縮式の「テレスコピックバレル延伸式ビーム砲」2門、そしてヴォワチュール・リュミエール (VL) を用いたスラスターユニットが備わっておりが備わっており、スラスター稼働時はミラージュコロイドの散布によって電子的・視覚的の両方で敵機をかく乱可能としている。機体のチェストフライヤーも改修され、腕部にソードシルエットと同型の「RQM60 フラッシュエッジ ビームブーメラン」とデスティニーと同型の「MX2351 ソリドゥス・フルゴールビームシールド発生装置」が増設されている。これらによって、格闘能力、機動力、火力、防御力の全面においてその他各種シルエットと同等以上の性能を発揮するとともに、アビオニクスやベトロニクスが強化によって、合体や兵装の立ち上げにおけるパイロットの負担も低減されている。
一方で、インパルス側の分離・合体機構は従来のままであるため、過剰ともいえる重武装は精密な機体構造に大きな負担が生じている。さらに、ビーム兵器に偏重しているゆえにエネルギー効率も悪く、1回の出撃で2 - 3回のDB充電が必要とされる。そして、結局はインパルス本来の思想である「パーツの換装による多局面の戦闘への対応」といった要素は希薄し、機体の可能性や分離合体機構も無意味化していった。そのため、4機の試作機をもってデスティニーインパルスの生産は打ち切られ、換装システムを廃止したより強力な万能機であるデスティニーの新規開発へと至っていく。
試作機4機のうちの3機はそれぞれVPS装甲の色に違いがあり、1号機は赤紫、2号機は「ザフトレッド」のような赤、3号機は青紫に発色する。1号機は赤服のザフト軍人であるマーレ・ストロード、3号機はコートニーがそれぞれ受領する。2号機の受領先は不明で、4号機についても存在以外の詳細は不明である。
劇中での活躍
『機動戦士ガンダムSEED DESTINY ASTRAY』
マーレが搭乗する1号機が運用試験を兼ねてマーシャンの確保作戦に参加し、カイト・マディガンがコレクションしているMSたちを保管したコロニーに侵入。内部のコレクションMSを複数破壊するが、プロトセイバー+11のミラージュコロイドウィルスを受けてデスティニーシルエットが脱落し、そのままシルエットをアストレイ アウトフレームDに拾得される。マーレは残された1号機で追撃しようとするが、作戦のオブザーバーである叢雲劾に制止されてコロニーから離脱する。
『機動戦士ガンダムSEED DESTINY MSV戦記』
コートニーが搭乗する3号機がメサイア攻防戦に投入され、優秀な撃墜スコアを揚げる。
『機動戦士ガンダムSEED ASTRAY 天空の皇女』
何号機かは不明であるがカイトのコレクション内に1機の姿が確認できる。ほかのコレクション機と同様にカイトのパーソナル・マークである白十字のマーキングが施されている。

#### デスティニーインパルスR
『月刊ホビージャパン』の模型連動・フォトストーリー企画『機動戦士ガンダムSEED DESTINY ASTRAY R』に登場。デザインはアストレイズが担当している。
開発が中断されたデスティニーインパルスの計画を民間企業が引き継ぎ完成させた機体。デスティニーとの競合を避けるために独自のコンセプトを盛り込み、シルエットフライヤーの自律飛行機能を統合して再設計したデスティニーRシルエットが装着されている。デスティニーRシルエット自体はDBシステムをもたない代わりに、独立した単体の戦闘機としての機能をもち。同様のプラグを持つ敵機に装着することで機体の操縦権を奪うことも可能。武装として、DBシステム廃止によるエネルギー切れの観点から装備できなくなったテレスコピックバレルビーム砲塔に代わり、軽量ながらブラストのケルベロスと遜色ない砲撃力と銃口からのビームサーベル発生機構を併せ持つ「ウルフスベイン長射程ビーム砲塔」を装備。ウルフスベイン（トリカブト）はケルベロスのよだれから生まれたとされるギリシャ神話にちなんでいる。
インパルス本体はほぼノーマルのままだが、コアスプレンダーを省略してストライカーとシルエット双方に対応可能としている。試験的ながらもザフト製のオリジナル機よりも多数が量産され、そのうちの多くがジャンク屋との戦闘によって市場に流出したことで、一部を除いてザフトによる買い上げ回収がなされる。

#### DIアダガ
『機動戦士ガンダムSEED DESSTINY ASTRAY R』に登場。
デスティニーインパルスRの僚機として同時開発された機体。「アダガ (adaga) 」とは、ポルトガル語における短剣と、地球連合軍のダガーシリーズへの対抗の意味を込めた「アンチ・ダガー」のダブル・ミーニングである。アンテナを廃したモノアイ仕様の頭部に換装されている以外は外観上の相違点はないが、「バディ・システム」というAI学習システムを搭載しており、まず有人操縦による戦闘経験をAIを積ませ、やがてはデスティニーインパルスRが指揮する無人機として運用することで少数のエースパイロットでより多くの高性能機を操ることを目的としている。

#### インパルスガンダムブランシュ
『機動戦士ガンダムSEED ASTRAY 天空の皇女』に登場。
カイトがコレクションしていたデスティニーインパルスRの1機。ダンテ・ゴルディジャーニの部下であるエルザ・ヴァイスに与えられ、彼女自身の調整によって反応速度20パーセント近く向上し、エルザに「似合う」というカイトの判断で機体色が白に変更されている。当初は、フランス語のブランシュ（白）を追加した「デスティニーインパルスRブランシュ」と命名されるはずだったが、「運命（デスティニー）なんて不確実なものを兵器の名にするなんて。性能と実力がすべてでしょ」とするエルザの意向で「デスティニー」が外され、「このタイプ（ガンダムタイプ）に流行っている名前」というカイトの意向で「ガンダム」の名を追加した「インパルスガンダムブランシュ」に決定する。

### その他バリエーション
『機動戦士ガンダムSEED DESTINY ASTRAY』に登場。
インパルスのシルエット構想案として設定されたもので、従来のシルエットに加えてさらなる局地対応を目指したカオスインパルス、ガイアインパルス、アビスインパルスのシルエットも構想されていたとするもの。参考とする各セカンドステージ機と同じ可変機であるが、一部パーツを切り離したり、独自の形態を採用している場合もある。下記のすべてが机上案のみで実現には至っていない。資料によっては「ガンダム」を追加した「〇〇インパルスガンダム」「〇〇 INPULSE GUNDAM 」と表記される場合もある。

#### カオスインパルス
カオスと同様の機動兵装ポッドをもつシルエットを装備。腰部サイドアーマーと両碗のシールドがクローに変形する。MA形態への変形時は脚部を切り離す必要がある。

#### アビスインパルス
アビスの特徴である両肩部シールドを装備したシルエットと、専用のレッグフライヤーを装備。耐水圧のため、全身が青基調のVPS装甲となっている。
『DESTINY ASTRAY』におけるマーレ・ストロードの妄想内では彼の乗機となっており、地球上で連合軍のディープフォビドゥン部隊を撃破する描写がある。

#### ガイアインパルス
ガイアの機能を付加させた形態で、オリジナルと違って下半身のみを四足歩行形態とする関係上、上半身の腕部をそのまま使用できる。

#### ドラグーンフライヤー
ドラグーン・システムの原理を応用して、インパルス本体側から操作可能なシルエットフライヤー。複数のフライヤーの同時操作も可能となり、母艦の補助なしでの作戦行動が可能となる。